# Elana Meyers
Elana Meyers Taylor (Oceanside, 10 d'octubre de 1984) és una corredora de bobsleigh estatunidenca, guanyadora de tres medalles olímpiques.

## Biografia
Va néixer el 10 d'octubre de 1984 a la ciutat d'Oceanside, població situada a l'estat de Califòrnia.

## Carrera esportiva
Amb 25 anys va participar en els Jocs Olímpics d'Hivern de 2010 realitzats a Vancouver (Canadà), on va aconseguir guanyar la medalla de bronze en la prova femenina de bobsleigh a 2, fent parella amb Erin Pac. Posteriorment, en els Jocs Olímpics d'Hivern de 2014 realitzats a Sotxi (Rússia) va aconseguir guanyar la medalla de plata en la mateixa prova fent parella amb Lauryn Williams. Als Jocs Olímpics d'Hivern de 2018, que se celebraren a la ciutat de Pyeongchang, guanyà una segona medalla de plata en la prova de bobs a 2, en aquesta ocasió fent parella amb Lauren Gibbs.
Als Jocs Olímpics d'Hivern de 2022, disputats a Pequín, Elana Meyers va guanyar la medalla de plata en monobob. Dos dies després d'arribar a Pequín va donar positiu per Covid-19 i no va poder ser abanderada a la cerimònia d'obertura dels Jocs.
Al llarg de la seva carrera esportiva ha guanyat 8 medalles al Campionat del Món de Bobsleigh, entre elles quatre medalles d'or.